# 英国水文局
英國水文局（英語：United Kingdom Hydrographic Office）是英國向世界各地的海員和海事組織提供水道測量和海洋地理空間數據的機構。英國水文局是英國國防部的一個貿易基金，位於索美塞特郡湯頓，擁有約900名員工。
英國水文局負責為英國皇家海軍提供運營支持。英國水文局為國防和商業航運業提供服務，有助於確保海上人命安全公約、保護海洋環境並提升全球貿易的效率。英國水文局與其他國家海道測量辦公室和國際海道測量組織 (IHO)合作，致力於制定和提高水道測量、製圖和導航的全球標準。
英國水文局為國際船舶貿易提供符合海上人命安全公約標準的海圖和出版物。